# Кітіцин Платон Олександрович
Кітіцин Платон Олександрович (рос. Китицын Платон Алекандрович) (1845 — ?) — російський та український історик. Член Російського історичного товариства.

## Праці
Бібліографія відтворена за списком
- «Путешествие Екатерины II в Крым» («Древняя и Новая Россия», 1880, III)
- «Голос запорожского депутата во всероссийском собрании депутатов 1768 г.» («Киевская Старина»[3], V)
- «Турецкое посольство в 1793 г.» («Киевская Старина», №10, 1888)
- «Малороссийская губерния» («Киевская Старина», №8, 1889)
- «К истории Кубанского войска» («Киевская Старина», № 9, 1892)
- «Полтавское дворянское ополчение 1812—1814» («Киевская Старина»,№ 7–8, 1904)
- «К вопросу о школах в Малороссии в начале XIX в.» («Киевская Старина», № 7–8, 1904)
- «Печати городов 3-х малороссийских полков» («Труды Полтавского Архивного Комитета», выпуск 2)[4]
- «Кобелякская старина» («Труды Полтавского Архивного Комитета», выпуск 4)[5]
- «Проезд через Екатеринославское наместничество турецкого посольства в 1795 г.» («Записки одесского общества древностей»[6], 1876, том X)
- «О раскольничьих, старообрядческих скитах» («Древняя и Новая Россия», 1879).